# Świebodzin (Dąbrowa)
Pour les articles homonymes, voir Świebodzin (homonymie).
Świebodzin est une localité polonaise de la gmina de Bolesław, située dans le powiat de Dąbrowa en voïvodie de Petite-Pologne.